# Rochester Royals 1951-1952
La stagione 1951-52 dei Rochester Royals fu la 4ª nella NBA per la franchigia.
I Rochester Royals vinsero la Western Division con un record di 41-25. Nei play-off vinsero la semifinale di division con i Fort Wayne Pistons (2-0), perdendo poi la finale di division con i Minneapolis Lakers (3-1).

## Roster
| N° | Naz.                   | Ruolo | Sportivo      | Anno | Alt. | Peso |
| -- | ---------------------- | ----- | ------------- | ---- | ---- | ---- |
| 3  | Stati Uniti (bandiera) | G     | Sam Ranzino   | 1928 | 185  | 84   |
| 9  | Stati Uniti (bandiera) | G     | Bobby Wanzer  | 1921 | 183  | 77   |
| 10 | Stati Uniti (bandiera) | AC    | Jack Coleman  | 1924 | 201  | 88   |
| 11 | Stati Uniti (bandiera) | GA    | Bob Davies    | 1920 | 183  | 79   |
| 12 | Stati Uniti (bandiera) | AC    | Arnie Johnson | 1920 | 196  | 107  |
| 14 | Stati Uniti (bandiera) | AC    | Arnie Risen   | 1924 | 206  | 91   |
| 15 | Stati Uniti (bandiera) | A     | Paul Noel     | 1924 | 193  | 84   |
| 15 | Stati Uniti (bandiera) | G     | Odie Spears   | 1924 | 196  | 93   |
| 16 | Stati Uniti (bandiera) | G     | Red Holzman   | 1920 | 178  | 79   |
| 18 | Stati Uniti (bandiera) | A     | Ray Ragelis   | 1928 | 193  | 93   |
| 20 | Stati Uniti (bandiera) | AC    | Alex Hannum   | 1923 | 201  | 95   |
| 20 | Stati Uniti (bandiera) | AC    | Joe McNamee   | 1926 | 198  | 95   |

## Staff tecnico
- Allenatore: Les Harrison